# ONE PIECE ギガントバトル! 2 新世界
『ONE PIECE ギガントバトル! 2 新世界』（ワンピース ギガントバトル ツー ニューワールド）は、2011年11月17日にバンダイナムコゲームスから発売されたニンテンドーDS用ゲームソフト。

## 概要
2010年に発売された『ONE PIECE ギガントバトル!』の続編であり新世界編の内容である。操作方法は前作同様ボタン、十字キーを使用するものである。また、キャラクターはプレイアブル（メインキャラクター）、サポートキャラクター合わせて100人が参戦している。なお、100人のキャラクターが参戦するのは『ONE PIECE』のゲーム作品では最多の人数となった。原作に登場するキャラクターに加えて劇場版『ONE PIECE FILM STRONG WORLD』に登場した金獅子のシキが登場している。
本作のCM、PVは3作製作されており、CM映像第1弾が2011年8月22日、第2弾が10月3日、第3弾が11月7日に、PV第1弾が8月26日、第2弾が10月6日、第3弾が11月16日に本作の公式サイトで配信された。
期間限定で早期購入者特典キャンペーン『四皇：シャンクス』が行われ、特典としてサポートキャラの『赤髪海賊団幹部』が使用可能になるパスワード入りデータカードダスセット、新世界絵巻入り両面PKG、ギガバト100体 ドットシールが同梱された。また、クラブニンテンドーと共同の早期購入者特典キャンペーンも開催されている。
2011年11月1日から本作の発売記念キャンペーンとして、全国のナムコのアミューズメント施設で接続可能の『ナムコのお店でDS』にニンテンドーDSでアクセスすると本作関連の問題が出題される『ギガバト!クルージング』がプレイ可能であり、全問正解を果たすと「オリジナルジャンボカード」を入手することが出来た。また、同店舗のクレーンゲームのプレイを行うと本作の景品袋が手に入れられた。
本作の主題歌にテレビアニメ『ONE PIECE』のオープニングテーマとして起用されているきただにひろしの6枚目のシングル「ウィーゴー!」が起用されている。また、オープニングアニメーションは新規描き下ろしの映像になっている。

## システム

### 新世界制覇モード
本作のメインモードであり、島を支配するボスキャラクターを撃破し領土を入手するモード。入手した領土の島、ショップはベリーを用いて開拓をさせる事で島の人口が増加し、マップのグラフィックの変化、報酬が手に入る。
エリア制覇、島の開拓を進めると『海賊団ランク』がレベルアップする。『海賊団ランク』は、総合戦力の「海賊団人数」、「熟練度」、「総FP（フレンドポイント）」、島統制力の「制覇エリア」、「プラスボーナス」、「発展回数」の計6項目で構成されている。「熟練度」はメインキャラクター、「FP（フレンドポイント）」はサポートキャラクターを強化することが出来る。
「熟練度」がレベルアップする毎にスキルを習得し、セットすることによりバトルで使用できる。

### バトルモード
戦闘キャラクターは計4体選択でき、特定のサブキャラクターを選出すると特殊効果が発動し、タッチパネルをタッチによりコンボ攻撃を行う事ができる。また、サポートキャラクターを連続で出現させる事が可能。ステージは、前作で登場したステージに加えて追加ステージが存在する。また、コミック風エフェクトが強化されている。
キャラクターの各奥義は描き下ろしのアニメーションが使用されている。また、特定の条件に従い敵キャラクターを撃破すると名キャラクターの台詞演出が展開される。
前作同様アニメーションシーンが存在し、ボイスとアニメによる演出、ステージギミックが存在する。

### キャラスタイルシステム
各キャラクターの個性を表現したシステムであり、ステータスアップや特殊能力を発揮することができる。

### 通信機能
本作ではWi-Fi、すれちがい通信に対応しており、Wi-Fiは選出したキャラクターを用いたバトルを行う事が出来る。バトルの種類は「タイマンバトル」、「バトルロイヤル」、「タッグバトル」の3種類。すれちがい通信では、懸賞金が上昇し、ベリー、アイテムの入手、プロフィール交換をする事が可能。
前作『ワンピース ギガントバトル!』のデータを引き継ぐ事が出来る「ビブルリンク」があり、前作登場キャラクターの解禁などが行える。

## キャラクター
☆印は新キャラ。

### プレイアブルキャラクター

#### 麦わらの一味
モンキー・D・ルフィ
声 - 田中真弓
- 必殺技：ゴムゴムのJET銃（新世界）・ゴムゴムの象銃（新世界）・ゴムゴムのJETバズーカ（2年前）・ゴムゴムのJET銃乱打（2年前）
- 奥義：ゴムゴムの巨人の銃乱打（新世界）・ギア3ラッシュ（2年前）
- サポート技：ゴムゴムのJET銃（新世界）・ゴムゴムの巨人の回転弾（2年前）・ゴムゴムの巨人の雷斧（2年前〜STRONGWORLDスタイル〜）

ロロノア・ゾロ
声 - 中井和哉
- 必殺技：居合一閃（新世界）・黒縄・大龍巻（新世界）・弐斬り（2年前）・阿修羅 弌霧銀（2年前）
- 奥義：六道の辻（新世界）・三・千・世・界（2年前）
- サポート技：厄港鳥（新世界）・百八煩悩鳳（2年前）

ナミ
声 - 岡村明美
- 必殺技：泥棒ネコ（新世界）・サンダーボルト=テンポ（新世界・2年前）・幻想妖精（2年前）
- 奥義：幻想妖精 雷光槍=テンポ（新世界）・雷光槍=テンポ（2年前）
- サポート技：泥棒ネコ（新世界・2年前）

ウソップ
声 - 山口勝平
- 必殺技：緑星「ラフレシア」（新世界）・ストマックチャイルド（新世界）・ウソップゴールデンバウンド（2年前）・衝撃（2年前）
- 奥義：緑星「デビル」（新世界）・そげキング!!（2年前）
- サポート技：緑星「ミニデビル」（新世界）・火の鳥星（2年前）

サンジ
声 - 平田広明
- 必殺技：悪魔風脚 熟焼グリル=ショット（新世界）・悪魔風脚 野獣肉シュート（新世界）・悪魔風脚 揚げ物盛り合わせ（2年前）・仔牛肉ショット（2年前）
- 奥義：悪魔風脚 焼鉄鍋スペクトル（新世界）・悪魔風脚 画竜点睛ショット（2年前）
- サポート技：ラブハリケーン（新世界）・仔牛肉ショット（2年前）

トニートニー・チョッパー
声 - 大谷育江
- 必殺技：急処置（新世界）・毛皮強化（新世界）・刻蹄桜吹雪（2年前）・ランブルボール（2年前）
- 奥義：おれは生意気な"怪物"だ!（新世界）・暴走（2年前）
- サポート技：毛皮強化（新世界）・刻蹄桜吹雪（2年前）

ニコ・ロビン
声 - 山口由里子
- 必殺技：百花繚乱「大樹」・千紫万紅「華畑」
- 奥義：千紫万紅「巨大樹」
- サポート技：千紫万紅「華畑」「クラッチ」（新世界）・六輪咲き「二本樹」「クラッチ」（2年前）・百花繚乱「ウイング」（2年前）

フランキー
声 - 矢尾一樹
- 必殺技：フランキースーパージャッカー・フランキーロケットランチャー
- 奥義：風来砲・改
- サポート技：フランキーニップルライト（新世界）・風来坊（2年前）・海賊仁義（2年前）

ブルック
声 - チョー
- 必殺技：眠り歌・フラン・パーティーミュージック キントーティアス幻想曲
- 奥義：NEW WORLD
- サポート技：ソウルサウンド（新世界）・眠り歌・フラン（2年前）・鼻歌三丁 矢筈斬り（2年前）

#### その他
ネフェルタリ・ビビ
声 - 渡辺美佐
奥義：仲間の印、孔雀の舞、超カルガモ部隊
サポート技：仲間の印
コビー
声 - 土井美加
奥義：特訓の成果、そこまでだァァ〜!!、覚醒
サポート技：特訓の成果
スモーカー
声 - 大場真人
奥義：ホワイトランチャー、ホワイトスネーク、ホワイト・アウト
サポート技：ホワイトランチャー
ボア・ハンコック
声 - 三石琴乃
奥義：メロメロ甘風、虜の矢、芳香脚
サポート技：メロメロ甘風
ジンベエ
声 - 宝亀克寿
奥義：バクバク チャポーン、魚人空手"唐草瓦正拳"、魚人空手 鯨鮫演舞
サポート技：魚人空手 唐草瓦正拳
エンポリオ・イワンコフ
声 - 岩田光央
奥義：テンションホルモン、地獄のWINK、銀河・WINK
サポート技：テンションホルモン
ジュラキュール・ミホーク
声 - 掛川裕彦
奥義：世界一の斬撃、黒刀・朔、黒刀・一閃
サポート技：世界一の斬撃
バーソロミュー・くま
声 - 堀秀行
奥義：お前からはじめようか・・・、人間兵器、熊の衝撃
サポート技：旅行するならどこへ行きたい?
ドンキホーテ・ドフラミンゴ
声 - 田中秀幸
奥義：どうした...仲間割れか?、面白ェ!、何をしようと手遅れだ
サポート技：面白ェ!
サー・クロコダイル
声 - 大友龍三郎
奥義：干割、砂漠の大剣、重&金剛宝刀
サポート技：砂嵐
マゼラン
声 - 星野充昭
奥義：毒竜、毒・雲、地獄の審判
サポート技：毒竜
黄猿
声 - 石塚運昇
奥義：八咫鏡、 八尺瓊曲玉、天岩戸
サポート技：こりゃぁ・・・やりすぎたねぇ～
赤犬
声 - 立木文彦
奥義：流星火山、冥狗、岩漿犬牙
サポート技：流星火山
青キジ
声 - 子安武人
奥義：アイスBALL、氷河時代、暴雉
サポート技：アイスBALL
マーシャル・D・ティーチ
声 - 大塚明夫
奥義：闇の前では全て無力、死ぬほどウメェな!、"グラグラの実"の能力
サポート技：闇水
シャンクス
声 - 池田秀一
奥義：海賊剣・一閃、海賊剣・烈風、覇王色の剣舞
サポート技：赤髪のシャンクス（STRONGWORLDスタイル）
白ひげ
声 - 有本欽隆
奥義：薙刀 羅刹、邪魔だな おい!、おれァ "白ひげ"だ!
サポート技：おれァ "白ひげ"だァ!
ポートガス・D・エース
声 - 古川登志夫
奥義：火拳、十字火、大炎戒 "炎帝"
サポート技：火拳
マルコ
声 - 森田成一
奥義：フェニックスハープーン、フェニックスウイング、エアーレイドスマッシュ
サポート技：不死鳥マルコ
バギー
声 - 千葉繁
奥義：空中錐揉み大サーカス、特製マギー玉、キャプテン・バギー!!
サポート技：特製マギー玉
ワポル
声 - 島田敏
奥義：世界へ届け!ワポル印、バクバク食ワポルハウス、世にも恐ろしい"人間兵器"
サポート技：バクバク食・ベロ大砲
エネル
声 - 森川智之
奥義：6000万V"雷龍"、2億V"雷神"、万雷"雷迎"
サポート技：神の裁き
ロブ・ルッチ
声 - 関智一
奥義：指銃"斑"、生命帰還 紙絵武身、最大輪 六・王・銃
サポート技：六王銃
シキ
声 - 竹中直人
奥義：獅子威し、獅子粉身、獅子威し"地巻き"
サポート技：獅子威し
トラファルガー・ロー
声 - 神谷浩史
奥義："ROOM"切除、"ROOM"、"ROOM"カタストロフィ
サポート技：ROOM
ユースタス・キッド
声 - 浪川大輔
奥義：ジェノサイド・クラッシュ、ジェノサイド・ハンド、ジェノサイド・レイド
サポート技：叩きつけ
☆X・ドレーク
声 - 竹本英史
奥義：咆哮、Xクロークラッシュ、動物系"古代種"
サポート技：咆哮
☆カリブー
声 - てらそままさき
奥義：ドロロ天...、乗り込むぞ野郎共ォ!、"底なし沼"よォ〜う!
サポート技：慌てるなカリブゥ～
☆バンダー・デッケン九世
声 - 高木渉
奥義：一輪のバラを贈ろう、行けェ!人間共!、地獄の底まで追いつめろ!
サポート技：一輪のバラを贈ろう
☆ホーディ・ジョーンズ
声 - 中田譲治
奥義：E・S R、矢武鮫、魚人こそ"至高の種族"
サポート技：矢武鮫

### サポートキャラクター
ジョズ
声 - 長嶝高士
サポート技：ブリリアント・パンク
ラフィット
声 - 松野太紀
サポート技：催眠
ドクQ
声 - 内田直哉
サポート技：毒リンゴ
シリュウ
声 - 菅生隆之
サポート技：斬捨て御免
☆赤髪海賊団幹部
声 - 田原アルノ、小林通孝、土門仁　　　　
サポート技：極上の援護
Mr.1
声 - 稲田徹
サポート技：社長命令
Mr.3
声 - 檜山修之
サポート技：キャンドル壁
ボン・クレー
声 - 矢尾一樹
サポート技：応援
モンキー・D・ドラゴン
声 - 柴田秀勝
サポート技：突風
イナズマ
声 - 浜田賢二
サポート技：大鋏
シルバーズ・レイリー
声 - 園部啓一
サポート技：冥王の護り
ゴールド・ロジャー
サポート技：海賊王
☆ヒョウゾウ
声 - 坂口哲夫
サポート技：アップ 人斬り上戸
☆ネプチューン
声 - 稲葉実
サポート技：人魚柔術 ウルトラマリン
☆しらほし
声 - ゆかな
サポート技：伝説の人魚姫
☆ベポ
声 - 高戸靖広
サポート技：アイアイキャプテン
☆バジル・ホーキンス
声 - 宗矢樹頼
サポート技：画面妨害無効
☆カポネ・ベッジ
声 - 龍田直樹
サポート技：兵力差
ウルージ
声 - 楠大典
サポート技：因果ざらし
ボニー
声 - 木内レイコ
サポート技：ケッサク!!
☆アプー
声 - 真殿光昭
モンキー・D・ガープ
声 - 中博史
サポート技：拳骨流星群
戦桃丸
声 - 伊倉一恵
サポート技：足空独行
センゴク
声 - 石森達幸
サポート技：衝撃波
たしぎ
声 - 野田順子
サポート技：居合い斬り
ハンニャバル
声 - 後藤哲夫
サポート技：焦熱地獄車
サディちゃん
声 - 小山裕香
サポート技：いつまで寝てるつもり!?
カク
声 - 置鮎龍太郎
サポート技：嵐脚"周断"
スパンダム
声 - 小野坂昌也
サポート技：ファンクフリード
ナイトメア・ルフィ
声 - 田中真弓
サポート技：ゴムゴムの暴風雨
クロ
声 - 橋本晃一
サポート技：杓死
クリーク
声 - 立木文彦
サポート技：ダマし撃ち
ペローナ
声 - 西原久美子
サポート技：ネガティブホロウ
ゲッコー・モリア
声 - 宝亀克寿
サポート技：欠片蝙蝠
フォクシー
声 - 島田敏
サポート技：ノロノロビーム
ガイモン
サポート技：森の裁き
マーガレット
声 - 浅野真澄
サポート技：護国の戦士
はっちゃん
声 - 森川智之
サポート技：たこはちブラック
ケイミー&パッパグ
声 - 池澤春菜、塩屋浩三
サポート技：オンステージ
デュバル
声 - 関俊彦
サポート技：モトバロ"心臓破りの角"
Dr.くれは
声 - 野沢雅子
サポート技：逃がしゃしないよ!
ペル
声 - 野島健児
サポート技：飛爪
三兄弟
声 - 田中真弓
サポート技：悪童3人組
☆カーリー・ダダン
声 - 上村典子
サポート技：面倒見
はっちゃん
声 - 森川智之
サポート技：たこはちブラック
☆ワイパー
声 - 相沢まさき
サポート技：排撃
クンフージュゴン
声 - 服巻浩司
サポート技：クオッ クオッ クオッ
☆チョッパーマン
声 - 大谷育江
サポート技：キューンスパーク
☆ビッグ皇帝
サポート技：パイレーツドッキングビーム
パンダマン
声 - 大場真人
サポート技：パンダマンBEAM
オダッチ
サポート技：オダッチマジック

## 主題歌
「ウィーゴー!」
作詞 - 藤林聖子 / 作曲 - 田中公平 / 編曲 - 根岸貴幸 / 歌 - きただにひろし

## 攻略本
ゲーム作品と同時に集英社から発売された。特典としてゲーム中で使用するスペシャルパスワードとミニポスターが同梱された。なお、スペシャルパスワードはサポートキャラクターの「ゴールド・ロジャー」、「モンキー・D・ドラゴン」、「ルフィ〜2年前〜」、「エース」、「シャンクス（STRONG WORLD Ver.）」、「サファリパーク」を使用可能にするもの。
表紙イラストは、ゲームパッケージと同様のイラストが使用されている。なお、イラストはテレビアニメ版のアニメーション製作を手掛けている東映アニメーションによる描き下ろし。
2011年11月28日付のオリコン週間BOOK総合チャートで27位を獲得。推定売上部数は10956部を記録した。